# Исмаил ас-Салих Лулу
Исмаил ас-Салих Лулу — малик в Мосуле и Синджаре в 1259—1262 годы. Он был сыном правителя Мосула Бадр ад-Дина основателя династии Лулу.

## Имя
Исмаил ас-Салих из династии Лулу в источниках и исследованиях именуется по-разному: Рашид ад-Дин в Сборнике летописей именует его «мелик Салих», Рыжов К. В. называет его «Исмаил ас-Салих», Эрлихман В. В. «Рукн ад-дин Исмаил», Сычёв Н.В «Исмаил ибн Лулу», сайт Руниверс со ссылкой на Босворта величает «Исмаил ибн Лулу, Рукн ад-Дин».

## Предыстория
Отец Исмаила ас-Салиха — Бадр ад-Дин Лулу стал султаном Мосула после пресечения мосульской ветви династии Зангидов. Сначала Бадр ад-Дин признавал верховенство халифа, но после появления монголов переориентировался на них.
В 1245 году Бадр ад-Дин признал власть монголов. От Менгу-каана он получил ярлык и пайцзу. Благодаря такой политике по отношению к монголам и помощи им, Бадр ад-Дин смог захватить Нисибин, Синджар.
В 1258 году после того как Бадр ад-Дин склонил безуспешно осаждаемый монголами Урукту-нойона гарнизон Ирбиля к сдаче и разрушил его крепость был награжден Хулагу оказавшим почет Бадр ад-Дину (которому было больше 90 лет). 8 августа 1258 года хан отпустил домой.

## Взлёт и падение Исмаила ас-Салиха

Поход монголов в Левант

В 1259 году для похода на Сирию Хулагу призвал и мосульское войско. Но так как хан уважительно относился к возрасту Бадр ад-Дина — войско возглавил его сын ас-Салих. Прибыв в стан Хулагу сын Бадр ад-Дина Исмаил ас-Салих получил в награду (вероятно за заслуги отца) дочь Джелал ад-Дина Манкбурны и женился на ней. После этого Исмаил ас-Салих был послан на завоевание Амида.
В 1259 году умер отец Исмаила ас-Салиха — Бадр ад-Дин Лулу. Он прожил до 96 лет. Султаном Мосула Хулагу утвердил сына Бадр ад-Дина — Рукн ад-Дина Исмаила ас-Салиха.

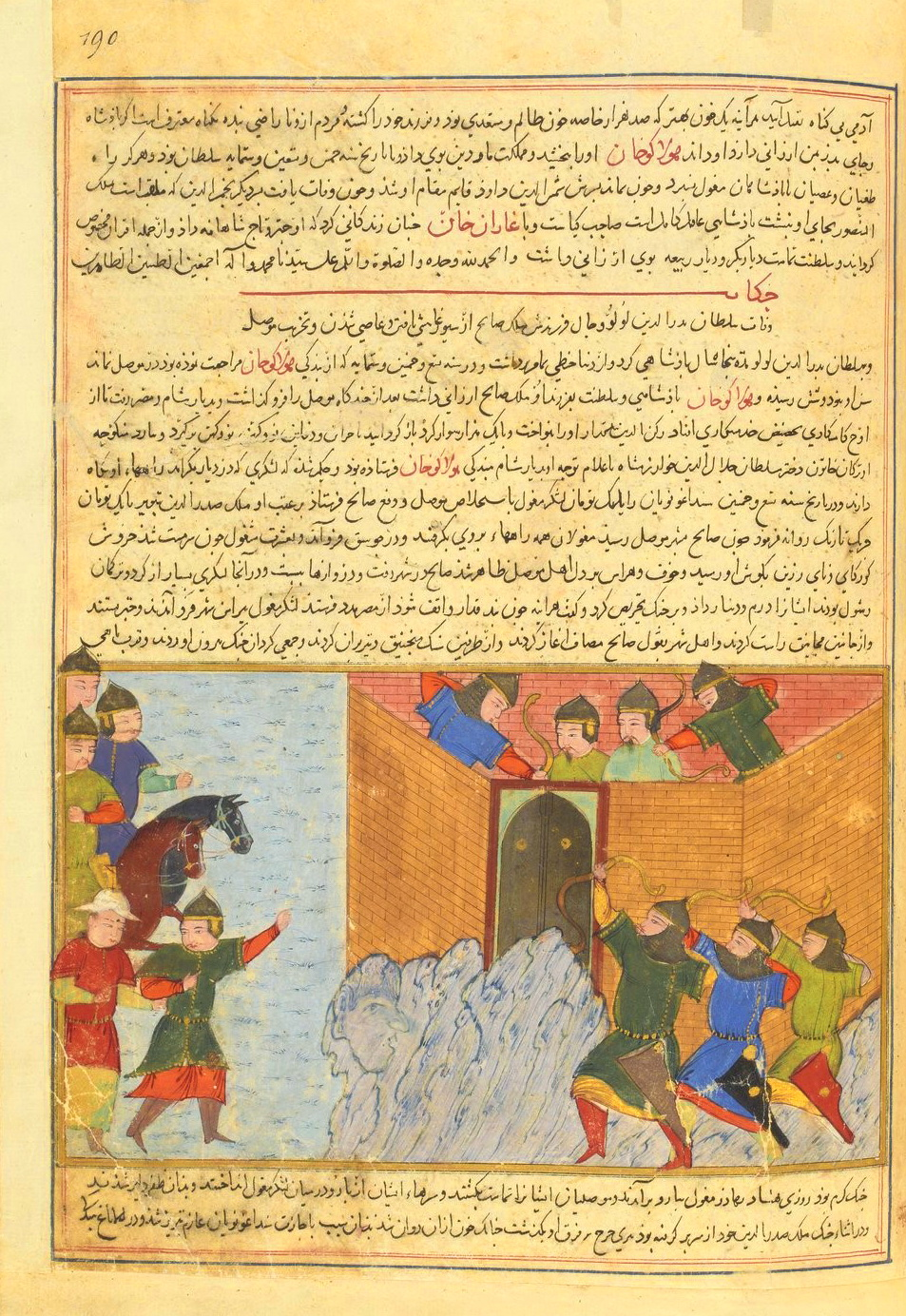
Осада Мосула в 1261—1262 годы

В 1260 году узнав о смерти брата кагана Менгу Хулагу прервал свой ближневосточный поход и отправился на курултай. Воспользовавшись этим мамелюки 3 сентября 1260 года разбили немногочисленные монгольские войска Китбука-нойона в битве при Айн-Джалуте. В результате Сирия с Алеппо и Дамаском без войны перешла от Айюбидов к мамлюкам. В такой ситуации Исмаил ас-Салих отправился в Сирию перешел на сторону мамелюков. Кутуз в награду передал Исмаила ас-Салиху Алеппо (хотя ранее обещал передать своему полководцу Бейбарсу).
Бейбарс раздосадованный на Кутуза совершил переворот и сам стал мамелюкским султаном.
Глава мамелюков направил Исмаила ас-Салиха с 1000 курдов к Мосулу «чтобы он, собрав новые и старые клады и сокровища, доставил [к нему]».
Но по словам Рашид ад-Дина жена Исмаила ас-Салиха — Туркан-хатун, (бывшая дочерью хорезмшаха Джелал ад-Дина Манкбурны) успела послать гонца к монголам и сообщить об измене мужа. Монголы из Диярбакыра перекрыли ему дорогу. Сандаргу-нойон во главе монгольского тумена осадил Исмаила ас-Салиха в Мосуле. Когда прошел месяц и стало ясно, что осада затягивается, Хулагу направил на помощь Сандаргу-нойону подкрепление. Тем временем об осаде Мосула узнал султан Бейбарс. На помощь Исмаилу ас-Салиху он направил войско во главе Агуш-Арбузлуром. Но монголам удалось перехватить почтового голубя отправленного к осажденным. Войска Сандаргу-нойона смогли под Санджаром устроить для мамлюков засаду и истребить большую их часть, а также много санджарцев. После победы монголы под видом помощи подошли к городу где сидел Исмаил ас-Салих и истребили вышедших их приветствовать мосульцев.
Но несмотря на это Мосул оборонялся еще полгода и лишь голод и эпидемия холеры привели к его сдаче.
В 1262 году Исмаил ас-Салих сдался Сандаргу-нойону прося сохранить жизнь. В месяц рамадан (июль/август) 1262 года город был взят и монголы уничтожили большинство горожан. Ремесленники были уведены в плен. Этой участи удалось избежать примерно тысяче мосульцев спрятавшихся в горах и пещерах.
Рашид ад-дин в подробностях описывает, как был жестоко наказан Исмаил ас-Салих в результате казни его живого ели черви. Не вынеся мук бывший султан Мосула, через месяц умер. А потом его трехлетний сын также был показательно казнен на берегу Тигра, в окрестностях Мосула.